# Reginald Holmes
Reginald Holmes est un peintre canadien.

## Honneurs
- Prix Victor-Martyn-Lynch-Staunton (1971)[1]